# Răcăștia, Hunedoara
Răcăștia (în maghiară Rákosd) este o localitate componentă a municipiului Hunedoara din județul Hunedoara, Transilvania, România.

## Personalități
- Ștefan Bertalan (1930–2014), pictor.

## Imagini

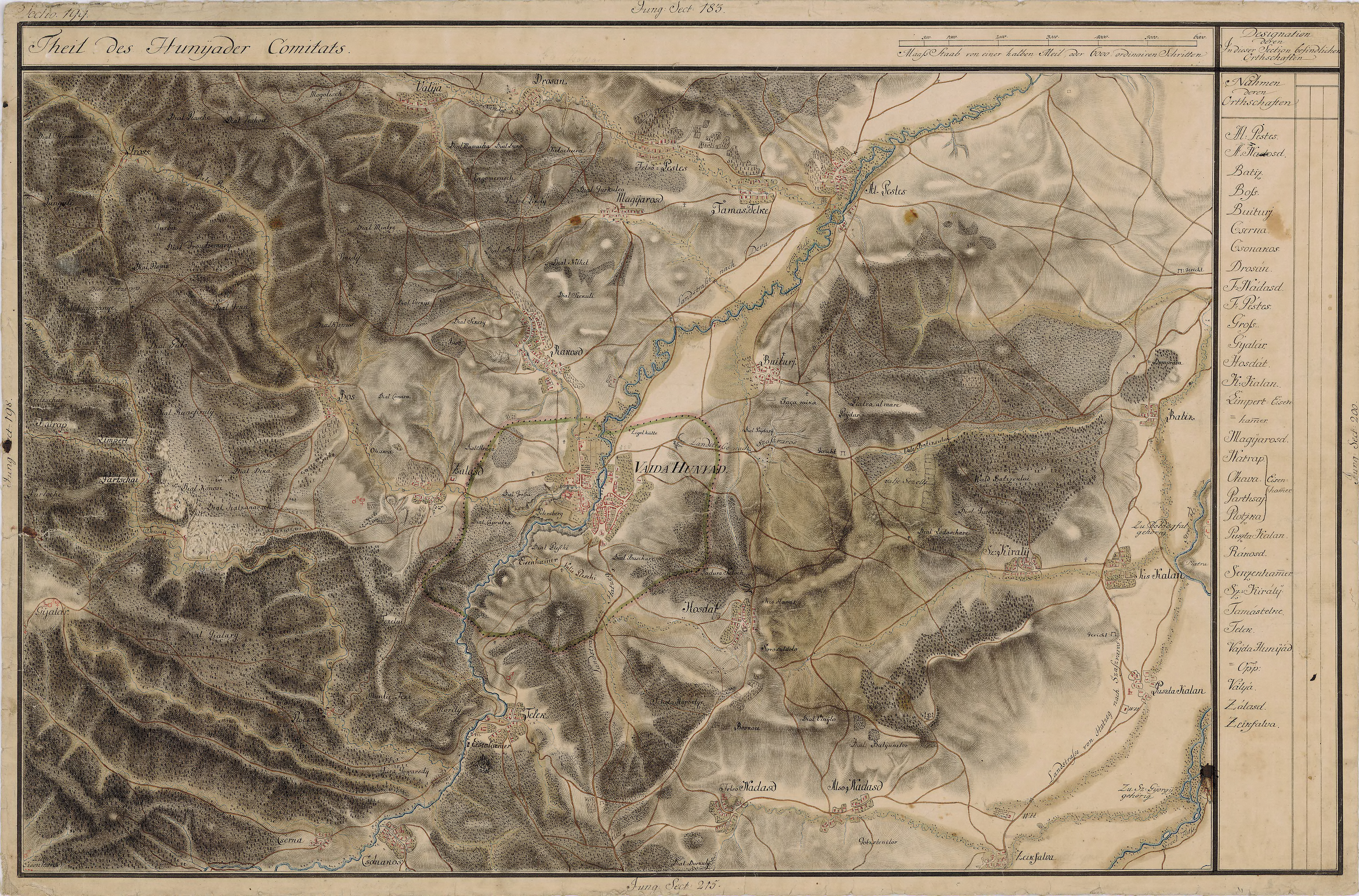
Răcăștia în Harta Iosefină a Transilvaniei, 1769-1773